# Chipchase Castle
Chipchase Castle är ett slott i Storbritannien.   Det ligger i grevskapet och kommunen Northumberland i riksdelen England, i den centrala delen av landet, 400 km norr om huvudstaden London. Chipchase Castle ligger 113 meter över havet.
Terrängen runt Chipchase Castle är platt åt nordväst, men åt sydost är den kuperad. Chipchase Castle ligger nere i en dal. Runt Chipchase Castle är det ganska glesbefolkat, med 26 invånare per kvadratkilometer. Närmaste större samhälle är Hexham, 12,9 km söder om Chipchase Castle. Trakten runt Chipchase Castle består i huvudsak av gräsmarker.